# 第44軍 (日本軍)
第44軍（だいよんじゅうよんぐん）は、大日本帝国陸軍の軍の一つ。
関東防衛軍（かんとうぼうえいぐん）は、大日本帝国陸軍の軍の一つ。

## 沿革
1941年（昭和16年）7月、関東防衛軍（かんとうぼうえいぐん）として編制され関東軍に編入、満洲帝國の首都新京（現・中華人民共和国吉林省長春市）に配備された。隷下部隊は第1、第2、第3、第5、第9独立守備隊。従来から計画で対ソ戦勃発時に、関東軍司令部を作戦軍として専念させ、満州国の後方治安確保の任務を分離するために動員計画司令部であった留守関東軍司令部を、関東軍特種演習の際に常設軍司令部として設置された。
戦局が悪化し、南方、中国に高等司令部、中間司令部、師団等が引き抜かれて関東軍の戦備が大きく低下、ソ連軍との勢力均衡が崩れ関東軍の戦備急速回復が図られた。回復の防衛計画で中間司令部が必要となり、1945年（昭和20年）5月30日、作戦軍の第44軍に改編され、第3方面軍戦闘序列に編入、南満州に配備された。同年8月9日のソ連対日参戦に伴い、ソ連赤軍（ソ連地上軍を経て現・ロシア陸軍）と交戦を行い、満洲帝國第二の都市奉天（現・中華人民共和国遼寧省瀋陽市）で昭和天皇の玉音放送を聴いた。

## 軍概要

### 第44軍
- 通称号：遠征
- 編成時期：1945年5月30日
- 最終位置：奉天
- 上級部隊：第3方面軍

### 歴代司令官

#### 関東防衛軍司令官
- 山下奉文 中将：1941年7月17日 -
- 草場辰巳 中将：1941年11月6日 - 1942年12月21日
- 木下敏 中将：1942年12月22日 -
- 吉田悳 中将：1943年12月7日 -
- 本郷義夫 中将：1945年3月1日 - 1945年5月30日

#### 第44軍司令官
- 本郷義夫 中将：1945年5月30日 -

### 歴代参謀長

#### 関東防衛軍参謀長
- 吉岡安直 少将：1941年7月17日 –
- 田坂専一 少将：1942年7月1日 –
- 田村浩 少将：1944年5月16日 –
- 小畑信良 少将：1944年10月2日 – 1945年5月30日

#### 第44軍参謀長
- 小畑信良 少将：1945年5月30日 –

### 最終司令部構成
- 司令官：本郷義夫中将
- 参謀長：小畑信良少将
- 高級参謀：梅里助就中佐
- 高級副官：岡野董中佐
- 兵器部長：竹林熊雄大佐
- 軍医部長：井原愛雄軍医大佐
- 獣医部長：脇坂賢吉獣医大佐
- 法務部長：池田武雄法務大佐

### 最終所属部隊
- 第63師団
- 第107師団
- 第117師団
- 独立戦車第9旅団（四平）：北武樹大佐
  - 戦車第51連隊（四平）：堤驥中佐
  - 戦車第52連隊（四平）：中村正己少佐

#### 軍司令部直属部隊
- 第2遊撃隊：松浦友好少佐
  - 本部
  - 第1中隊
  - 第2中隊
  - 第3中隊
  - 第4中隊
  - 機関銃中隊
- 陸軍病院　 　 　 
  - 関東軍第31（白城子）：西川為雄軍医少佐 　
  - 関東軍第81（富拉爾基）：
  - 関東軍第82（阿爾山）：中山勝美軍医少佐
- 野戦重砲兵第17連隊：本田森造大佐（最終位置：昌図）
- 野戦重砲兵第30連隊：西谷常吉大佐（最終位置：開原）
- 独立野砲兵第14大隊：境熊太郎少佐
- 独立速射砲第29大隊：藤川文雄少佐
- 独立自動車第112大隊：竹原秀三大尉
- 独立輜重兵第73中隊：植村正直大尉
- 電信第31連隊：西田伯三少佐
- 第47野戦道路隊：佐々木林吉少佐
- 兵站勤務第75中隊：秡川勝弥大尉
- 建築勤務第40中隊：奥渉大尉
- 特設陸上勤務第127中隊：中沢巽中尉
- 患者輸送第55小隊
- 第19野戦兵器廠：今野喜久造大佐
- 第19野戦自動車廠：鈴木実少佐
  - 本部（四平本廠）
  - 補給部
  - 修理部
  - 第1移動修理班（洮南支廠）：室谷吉郎中尉
  - 第2移動修理班（通遼支廠）：吉永政孝中尉
  - 第3移動修理班（欠）
  - 第4移動修理班（鄭家屯出張所）：宮野伸三中尉
  - 勤務中隊（博克図出張所）：吉川哲雄中尉
  - 警備中隊：宍道恒男中尉
- 第19野戦貨物廠：松村弘之主計中佐
  - 本廠（鄭家屯）
  - 通遼支廠：貴田渉中尉
  - 白城子支廠：常田千代中尉
  - 五叉溝（ウサコウ）支廠：園田成夫中尉
  - 徳伯斯（トボス）出張所：伯耆豊次見習士官→石神雪吾伍長（代理）

#### 特設警備隊
- 特設警備第605中隊（白城子）：上滝一男中尉
- 特設警備第607中隊
- 特設警備第619中隊
- 特設警備第643中隊
- 特設警備第644中隊
- 特設警備第648中隊